# Henri de Rochechouart de Mortemart
Pour les autres membres de la famille, voir Famille de Rochechouart de Mortemart.
Henri Anne Victurnien de Mortemart de Rochechouart (Paris, 27 février 1806 - Meillant, 17 octobre 1885) est un homme politique et militaire français.

## Biographie

### Jeunesse
Il est le fils de Victor de Rochechouart de Mortemart, 2e marquis de Mortemart et d'Anne Éléonore Pulchérie de Montmorency.
Il est le frère cadet de René de Rochechouart de Mortemart, 12e duc de Mortemart, Henri fut page de Louis XVIII.

### Vie adulte
Il entre à l'École militaire de Saint-Cyr, et servit en qualité de sous-lieutenant aux 1er régiment de grenadiers à cheval de la Garde royale.
La révolution de Juillet 1830 l'écarta des emplois publics.
Élu, le 13 mai 1849, comme conservateur royaliste, représentant de la Seine-Inférieure à l'Assemblée législative, le 10e sur 16, par 88 222 voix (146 223 votants, 213 301 inscrits), il siégea à droite, appuya la politique de la majorité conservatrice, et se prononça :
- pour l'expédition romaine,
- pour la loi Falloux-Parieu sur l'enseignement.

Il ne se montra pas hostile au coup d'État du 2 décembre 1851, et fut désigné, le 29 février 1852, comme candidat du gouvernement au Corps législatif, dans la 5e circonscription de la Seine-Inférieure, qui l'élut député par 20 498 voix (21 447 votants, 36 583 inscrits).
M. de Mortemart se rallia au rétablissement de l'Empire et vota le plus souvent avec la majorité dynastique, jusqu'en mars 1856, époque à laquelle il donna sa démission de député pour des raisons de santé. Il fut remplacé, le 6 avril suivant, par Georges Huchet de La Bédoyère.
On a de lui : Décentralisation administrative (1850).
Il est conseiller général de l'Essonne, élu dans le canton d'Arpajon, de 1842 à 1848.

## Famille
Il épouse, le 14 avril 1779, Marie Luisa Borghese (1812-1838), fille de François Borghese, prince Aldobrandini et d'Adèle Marie Hortense Françoise de La Rochefoucauld. Ils ont un enfant : 
- François Marie Victurnien de Rochechouart de Mortemart, 13e duc de Mortemart (1er décembre 1832 - 2 mai 1893) épouse Virginie Marie Louise de Sainte-Aldegonde (24 octobre 1834 - 23 août 1900), dont descendance.

## Distinctions

### Décorations françaises
- Chevalier de la Légion d'honneur (décret du 12 décembre 1828)[3].

### Décorations étrangères

#### Empire russe
- Chevalier de l'Ordre de Saint-Vladimir[3].